# .cx
.cx je vrhovna internetska domena (country code top-level domain - ccTLD) za Božićni otok. Domenom upravlja Internetska uprava Božićnog Otoka (CIIA).

## Vanjske poveznice
- IANA .cx whois informacija  Arhivirana inačica izvorne stranice od 27. travnja 2006. (Wayback Machine)